# X-Men: Mutant Wars
X-Men: Mutant Wars è un videogioco d'azione a scorrimento laterale per Game Boy Color pubblicato nel 2000. È il secondo titolo degli X-Men pubblicato per questa console.

## Modalità di gioco
Una banda di cyborg sta terrorizzando il pianeta. Credendo che Magneto stia controllando i cyborg, gli X-Men tentano di sconfiggerlo. Il giocatore può controllare Wolverine, Tempesta, Ciclope, Uomo Ghiaccio e Gambit nei loro preparativi per la battaglia.
I personaggi possono essere modificati in qualsiasi momento durante il gioco, cosa abbastanza importante dato che i personaggi tendono a diminuire il loro livello di potenza nel corso del gioco. Quando il giocatore cambia personaggio, i personaggi non controllati recuperano lentamente la propria energia. Inoltre la possibilità di cambiare il personaggio controllato è utile in quanto alcune aree del gioco possono essere completate solo con l'abilità individuali di alcuni personaggi.
Una modalità di gioco alternativa vede il giocatore affrontare tutti i boss di fine livello del gioco, ma senza la possibilità di cambiare il personaggio controllato durante la partita.